# Erling Evensen
Erling Evensen (Ringsaker, 29 aprile 1914 – Ringsaker, 31 luglio 1998) è stato un fondista norvegese.

## Palmarès

### Olimpiadi invernali
- Bronzo a Sankt Moritz 1948 nella staffetta 4x10 km.